# Матросов, Александр Матвеевич
Алекса́ндр Матве́евич Матро́сов (5 февраля 1924, Екатеринослав, Екатеринославская губерния, Украинская ССР, СССР — 27 февраля 1943, Чернушки, Локнянский район, Калининская область, РСФСР, СССР) — советский военнослужащий. Герой Советского Союза (19 июня 1943), красноармеец, стрелок-автоматчик 2-го отдельного стрелкового батальона РККА 91-й отдельной Сибирской добровольческой бригады имени И. В. Сталина 6-го Сталинского Сибирского добровольческого стрелкового корпуса оперативной группы генерала Герасимова Калининского фронта, член ВЛКСМ. Погиб в 19 лет, согласно официальной версии — закрыв своей грудью амбразуру немецкого дзота, дав возможность бойцам своего взвода совершить атаку опорного пункта. Его подвиг широко освещался в газетах, журналах, литературе, кино и стал в русском языке устойчивым выражением («подвиг Александра Матросова», «подвиг Матросова»).

## Биография
Варианты даты и места рождения:

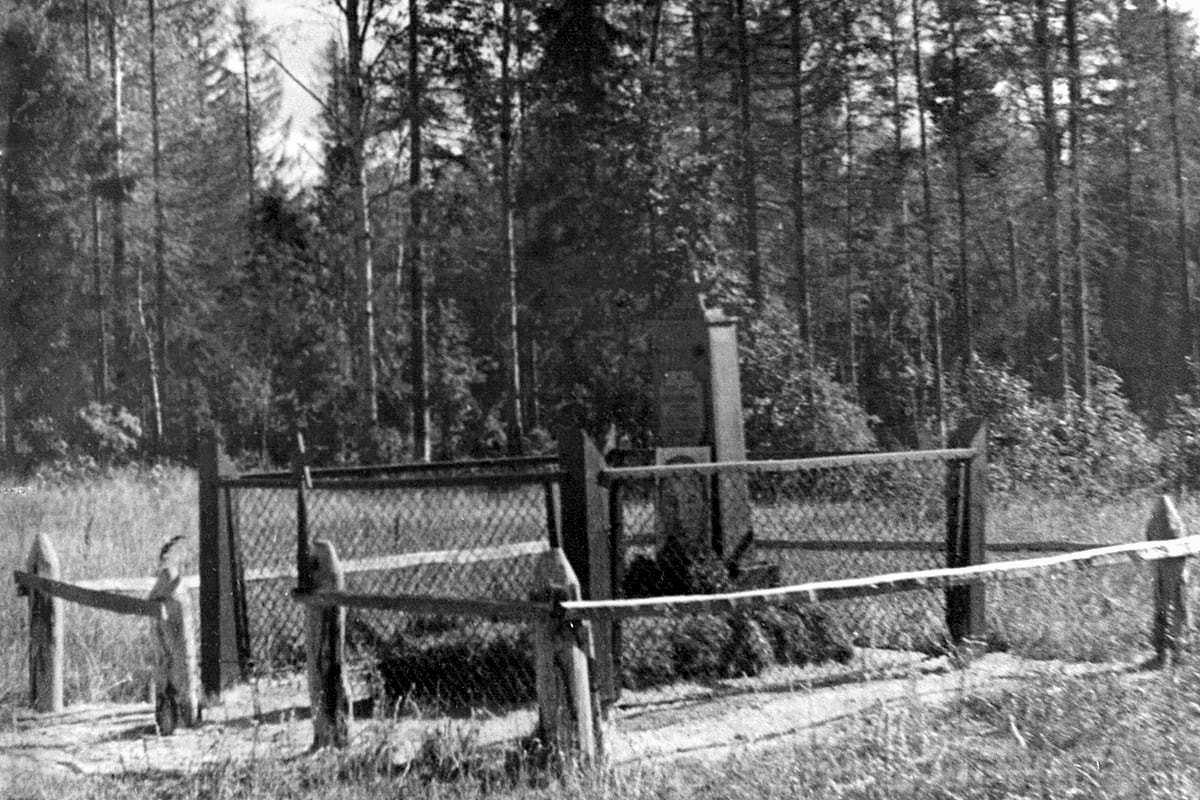
Первоначальное место захоронения Александра Матросова у деревни Чернушки

- Согласно официальной версии[1], Александр Матвеевич Матросов родился 5 февраля 1924 года в городе Екатеринославе Екатеринославской губернии Украинской ССР, ныне город Днепр — административный центр Днепропетровской области Украины.
- По другой версии, выдвинутой Рауфом Хаевичем Насыровым в Башкирской энциклопедии, настоящее имя Матросова — Шакирьян Юнусович Мухамедьянов, а место рождения — деревня Кунакбаево Тептяро-Учалинской волости Тамьян-Катайского кантона Башкирской АССР, ныне село — административный центр Кунакбаевского сельсовета Учалинского района Республики Башкортостан[2]. По утверждению Насырова, полученный им ответ из органов внутренних дел Украины свидетельствует о том, что в 1924 году ни в одном из днепропетровских загсов рождение Матросова Александра Матвеевича не было зарегистрировано[3].
- Также существует версия[4], что Александр Матросов родился в селе Высокий Колок Высоко-Колковской волости Ставропольского уезда Самарской губернии, ныне село — административный центр Высококолковского сельского поселения Новомалыклинского района Ульяновской области. Мать Саши, оставшись с тремя детьми без мужа, в 1935 году отдала его в Мелекесский детский дом, чтобы спасти от голода. Оттуда его перевели в Ивановский детский дом Ульяновского района Ульяновской области, где он жил в 1937—1939 годах[5].
- В книге Нины Дубовик «Все равно я буду человеком», вышедшей в 2016 году, утверждается, что родина Матросова — село Зин Овраг, которое ныне не существует, территория входит в Высококолковское сельское поселение Новомалыклинского района Ульяновской области[6].

Александр Матвеевич Матросов был осуждён по статье 162 УК РСФСР «Тайное похищение чужого имущества (кража)». В режимную колонию посёлка Ивановка Ульяновского района Ульяновской области подростка доставили 7 февраля 1938 года. После окончания школы в Ивановском детском доме, в 1939 году Матросова отправили в Куйбышев работать формовщиком на завод № 9 (вагоноремонтный завод), но вскоре он оттуда сбежал.

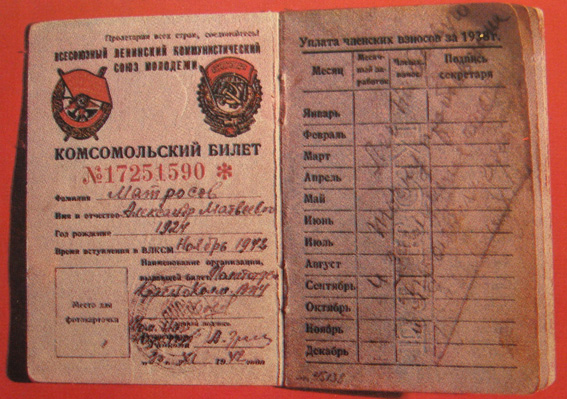
Комсомольский билет № 17251590. Надпись: «Лег на боевую точку противника и заглушил её. Проявил геройство».

8 октября 1940 года народный суд 3-го участка Фрунзенского района города Саратова осудил Матросова по части 2 статьи 192а УК РСФСР и приговорил к двум годам лишения свободы. Он был признан виновным в том, что, несмотря на данную им подписку о выезде из Саратова в 24 часа, продолжал находиться в городе. Матросов был направлен в Уфимскую детскую трудовую колонию № 2 при НКВД СССР, куда прибыл 21 апреля 1941 года. В конце апреля 1941 года в колонии была раскрыта группа несовершеннолетних заключённых, готовившихся к групповому побегу (около 50 человек, в том числе Матросов), осуждён был только организатор. Работал учеником слесаря до 5 марта 1942 года. После начала Великой Отечественной войны фабрика колонии начала выпуск оборонной продукции (спец-укупорки). 15 марта 1942 года назначен помощником воспитателя и избран председателем центральной конфликтной комиссии колонии.
5 мая 1967 года Судебная коллегия Верховного Суда СССР отменила приговор от 8 октября 1940 года.
После начала Великой Отечественной войны Матросов неоднократно обращался с письменными просьбами направить его на фронт. В сентябре 1942 года был призван Кировским РВК города Уфы в Рабоче-крестьянскую Красную Армию . Согласно исследованию уфимского историка Айрата Багаутдинова Александр Матросов был призван Кировским РВК г. Уфы 26 октября 1942 года.
Начал учёбу в Краснохолмском пехотном училище с 30 сентября курсантом 5 роты (Чкаловская, ныне Оренбургская область). В ноябре 1942 года вступил в ВЛКСМ. В декабре 1942 года вместе с курсантами училища отправлен на сборный пункт в Астрахань (или в Харабали Астраханской области) на учения.
18 января 1943 года со станции Платовка Чкаловской области вместе с курсантами училища, добровольцем в составе маршевой роты, отправился на Калининский фронт. 12 февраля 1943 года Матросов прибыл в часть, служил в составе 2-го отдельного стрелкового батальона (по другим данным в 1-й роте 3-го батальона) 91-й отдельной Сибирской добровольческой бригады имени И. В. Сталина (позже 254-й гвардейский стрелковый полк 56-й гвардейской стрелковой дивизии, Калининский фронт), избран групкомсоргом и назначен агитатором взвода. 15 февраля 1943 года, в 18:00, 91-я бригада выступила от станции Земцы в направлении города Локня. С 25 февраля 1943 года на фронте.
25 февраля 1943 года 91-я бригада двумя батальонами вела наступательные бои за населённые пункты Чёрное и Брутово. 26 февраля 1943 года 91-я бригада частью сил 2-го батальона, обходя деревню Чернушка Северная с востока, вышла в район деревни Плетень (Северные), имея задачей ударом во фланг уничтожить противника, обороняющего деревни Чернушки и Чёрная, и овладеть ими. С фронта на Чернушки наступал 4-й батальон. При совершении марша батальон был разделен противником на 3 группы. После упорного боя, группы батальона соединились между собой, при этом миномётная рота потеряла матчасть, командир батальона капитан Афанасьев был ранен. Противник упорно сопротивлялся, ведя огонь из средних миномётов, артиллерии и тяжёлых миномётов по красноармейским боевым порядкам.

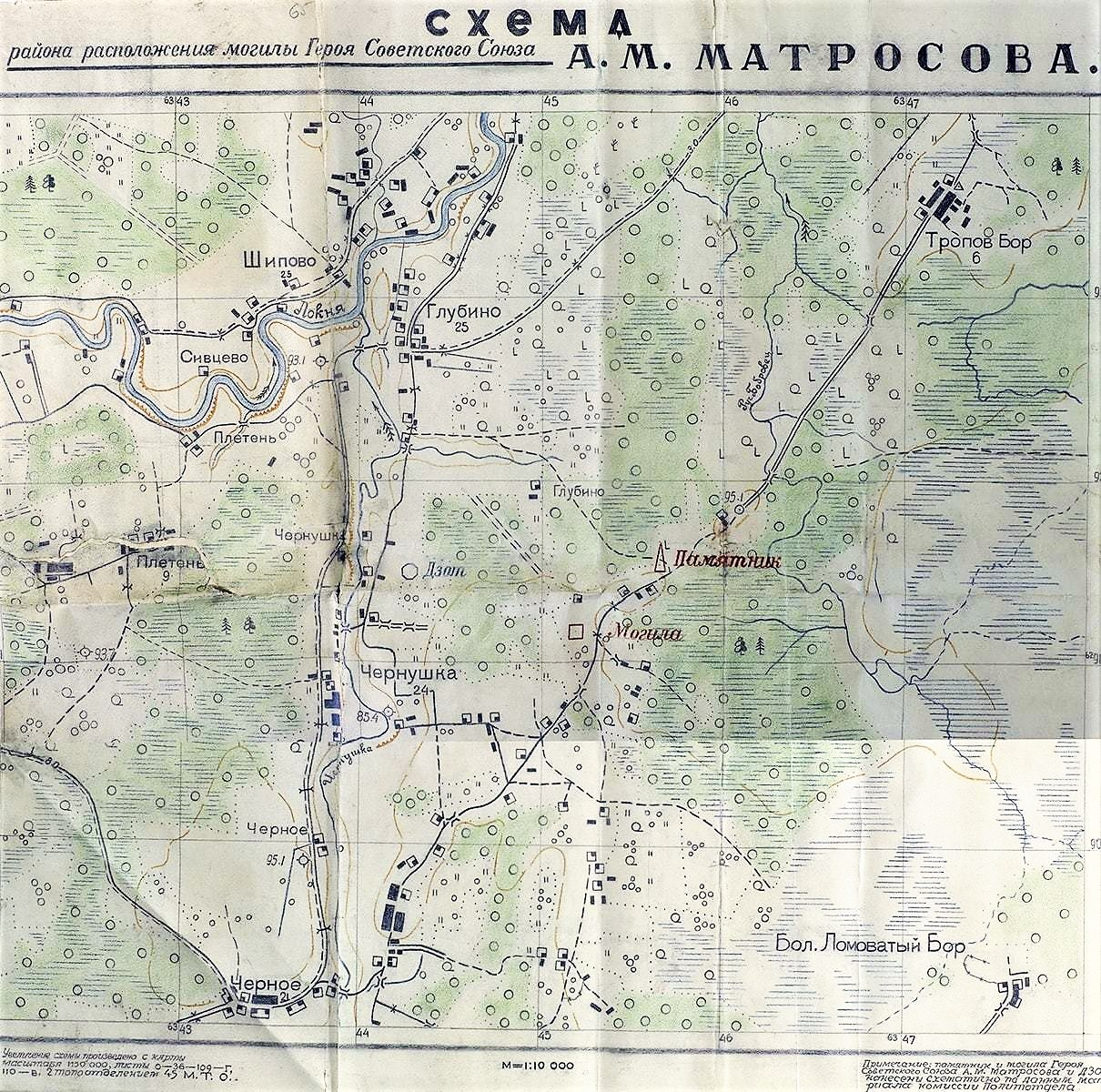
Схема первоначального места захоронения Александра Матросова.

27 февраля 1943 года 2-й батальон своим левым флангом соединился с правым флангом 4-го батальона и пошёл в атаку на деревню Плетень (Северные), имея задачей ударом во фланг уничтожить противника, обороняющего деревни Чернушка и Чёрная, и овладеть ими. С фронта на деревню Плетень наступал 4-й батальон. На подступах к деревне Плетень немцами был создан мощный опорный пункт: подступы к деревне прикрывали три ДЗОТа. 2-й батальон, скрытно пройдя через густой лес; выйдя на опушку леса, развернулся фронтом на Плетень и попал под сильный пулемётный огонь дзотов. Штурмовым группам удалось уничтожить фланговые ДЗОТы. Но пулемёт из центрального ДЗОТа продолжал обстреливать лощину перед деревней Плетень. Тогда в сторону ДЗОТа поползли красноармейцы Пётр Александрович Огурцов и Александр Матросов. На подступах к ДЗОТу Огурцов был тяжело ранен, и Матросов принял решение завершить операцию в одиночку и героически погиб. При ослаблении огня противника батальон начал немедленное продвижение вперёд. Деревня Плетень была взята фронтальной атакой 4-го и фланговой атакой 2-го батальона. Путь на деревню Чернушка был открыт, и в 13:00 силами 4-го батальона деревня была взята. Старший лейтенант Пётр Ильич Волков (1906 — 27 февраля 1943), агитатор политического отдела 91 отдельной стрелковой бригады, сообщил в политический отдел о подвиге А. Матросова. В его донесении было указано, что Матросов героически погиб в бою в районе деревни Чернушки Локнянского района Калининской области. Ныне деревни не существуют, территория деревни Плетень входит в Михайловскую волость, а деревни Чернушки — в Самолуковскую волость Локнянского района Псковской области.
Александр Матвеевич Матросов первоначально был похоронен около деревни Чернушки, а в 1948 году его прах был перезахоронен в городе Великие Луки Великолукской области (со 2 октября 1957 года — Псковской области).
В результате упорных боёв 27 февраля 1943 года частями 91-й бригады заняты три населённых пункта: Чернушка Северная, Чернушка Южная, Чёрное Северное и высота с отметкой «85,4». 28 февраля шли бои за Чёрное Южное и Брутово. Потери бригады за 27 февраля 1943 года: 1327 человек, из них убитых: командного состава — 18, младшего командного состава — 80, рядового состава — 313. К исходу дня 28 февраля 1943 года наступление под Локней было остановлено. Локня была освобождена через год — 26 февраля 1944 года.
Указом Президиума Верховного Совета СССР «О присвоении звания Героя Советского Союза начальствующему и рядовому составу Красной Армии» от 19 июня 1943 года за «образцовое выполнение боевых заданий командования на фронте борьбы с немецкими захватчиками и проявленные при этом отвагу и геройство» удостоен посмертно звания Героя Советского Союза.
В приказе Народного комиссара обороны СССР № 269 от 8 сентября 1943 года было записано: «Великий подвиг товарища Матросова должен служить примером воинской доблести и геройства для всех воинов Красной Армии». Этим же приказом имя А. М. Матросова было присвоено 254-му гвардейскому стрелковому полку, а сам он был навечно зачислен в списки 1-й роты этого полка.
Александр Матросов стал первым советским воином, зачисленным навечно в списки части.

## Подвиг

### Официальная версия
27 февраля 1943 года 2-й батальон получил приказ атаковать опорный пункт в районе деревни Чернушки Локнянского района Калининской области (со 2 октября 1957 года — Псковской области). Как только советские солдаты пришли в лес и вышли на опушку, они попали под сильный огонь противника — три пулемёта в ДЗОТах перекрывали подступы к деревне. На подавление огневых точек были высланы штурмовые группы по два человека. Один пулемёт подавила штурмовая группа автоматчиков и бронебойщиков; второй ДЗОТ уничтожила другая группа бронебойщиков, но пулемёт из третьего ДЗОТа продолжал простреливать всю лощину перед деревней. Попытки подавить его не увенчались успехом. Тогда в сторону ДЗОТа поползли красноармейцы Пётр Александрович Огурцов (род. 1920, г. Балаково, Саратовская область) и Александр Матвеевич Матросов. На подступах к ДЗОТу Огурцов был тяжело ранен, и Матросов принял решение завершить операцию в одиночку. Он подобрался к амбразуре с фланга и бросил две гранаты. Пулемёт замолчал. Но как только бойцы поднялись в атаку, из ДЗОТа вновь был открыт огонь. Тогда Матросов поднялся, рывком бросился к ДЗОТу и своим телом закрыл амбразуру. Ценой своей жизни он содействовал выполнению боевой задачи подразделения.

### Альтернативные версии

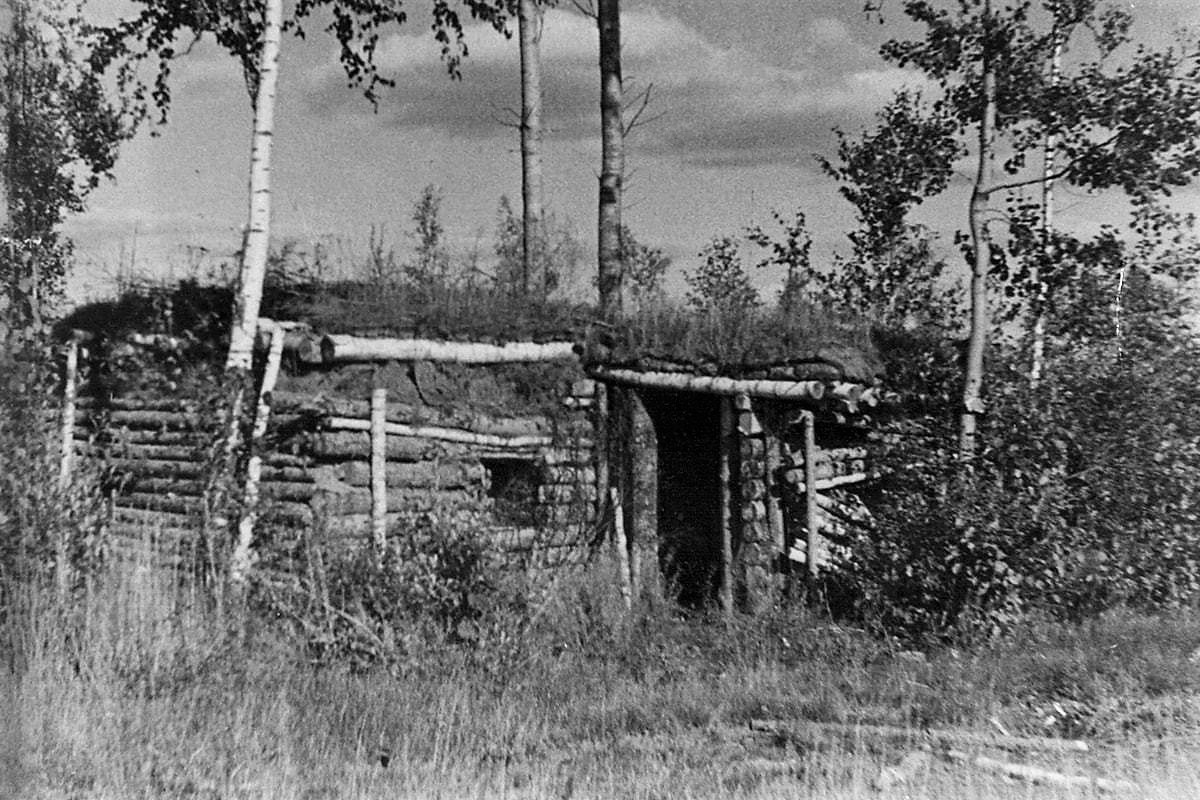
Тыльная сторона немецкого ДЗОТа у деревни Чернушки, амбразуру которого закрыл своим телом Александр Матросов

В других вариантах обсуждалась проблема рациональности попытки закрыть амбразуру своим телом при наличии других способов подавления вражеского огня. По мнению бывшего командира разведроты Лазаря Лазарева, человеческое тело не могло послужить сколько-нибудь серьёзным препятствием для немецкого пулемёта. Он также выдвигает версию, что Матросов был сражён пулемётной очередью в момент, когда он приподнялся, чтобы бросить гранату, что для находившихся позади него бойцов выглядело как попытка прикрыть их от огня собственным телом.
По словам писателя-фронтовика Виктора Астафьева, ссылающегося на письма свидетелей события, Матросов скатился на амбразуру сверху, попытавшись пригнуть вниз длинный ствол пулемёта на короткое время, которое было бы достаточно его однополчанам для броска, но немцы дёрнули ствол, и Матросов был убит. Пётр Огурцов, пытавшийся подавить немецкий ДЗОТ вместе с Матросовым, и военфельдшер 4-го батальона Галина Суднова полностью подтверждают официальную версию подвига своего товарища.
Согласно результатам исследования уфимского историка Айрата Багаутдинова, который проанализировал документы советских воинских частей и немецкие документы вермахта, Александр Матросов совершил подвиг в своём первом и последнем бою 25 февраля 1943 года. Журнал боевых действий немецкой 93-й пехотной дивизии подтверждает прорыв немецкой линии обороны советскими войсками утром на юго-востоке Чернушки (южная). 2-й стрелковый батальон Александра Матросова прорвал немецкую линию обороны у Чернушек рано утром 25 февраля в 2 км к северо-востоку от села Чёрное. Место совершения подвига Александром Матросовым удалось установить на основании советских и немецких документов — 1 км 200 метров восточнее деревни Чернушка (южная) на восточной опушке леса. Оно совпадает с расположением опорного пункта обороны немцев. После подвига А. Матросова 2-й стрелковый батальон проник в лес на 1 км к северо-западу от Чёрное и на западе д. Чернушка (южная). Часть 2-го батальона (около 100 человек) были окружены немцами. В результате боя 80 советских солдат было убито. Около 15—20 человек отступили на восток Чернушки (южная). 8 человек попали в немецкий плен.
Айрат Багаутдинов в своей монографии «Подвиг Александра Матросова» проанализировал документы вермахта и впервые установил, что деревни Чернушка (южная) и Чернушка (северная) с 10 февраля по 27 февраля 1943 обороняла немецкая 11-я рота 3-го батальона 113-го охранного полка 285-й охранной дивизии, которая воевала в составе Группы Тимана под руководством и в оперативном подчинении 93-й пд. Командиром 3-го батальона был майор Теодор Ванке. Командиром 11-й роты был гауптман Роберт Стратман. В составе 11-й роты было два взвода. Командиром первого взвода был обер-лейтенант Макс Доринг, а второго взвода — лейтенант Макс Рабль. Именно солдаты одного из этих двух взводов находились в дзотах у деревни Чернушка и противостояли 2-му батальону РККА в котором служил Александр Матросов.

### Первое упоминание
Первым осветил в печати подвиг Матросова Михаил Бубеннов. В советской литературе подвиг Матросова стал символом мужества и воинской доблести, бесстрашия и любви к Родине. По идеологическим соображениям дата подвига была перенесена на 23 февраля и приурочена ко Дню Красной армии и Флота, хотя в именном списке безвозвратных потерь 2-го отдельного стрелкового батальона Александр Матросов записан 27 февраля 1943 года вместе с ещё пятью красноармейцами и двумя младшими сержантами, да и на фронт Матросов попал только 25 февраля.

### Люди, совершившие аналогичные подвиги
Аналогичные подвиги в годы войны совершили более 400 человек; по информации исследователя Н. Н. Смирнова на 2000 год им были установлены 402 воина, совершившие такой подвиг.

## Награды
- Герой Советского Союза (посмертно) — присвоено 19 июня 1943 года[19].
  - Орден Ленина
  - Медаль «Золотая Звезда»

## Память

Надгробный памятник Александру Матросову в г. Великие Луки, открыт 25 июля 1954 года

- Похоронен в городе Великие Луки. Авторами скульптуры на могиле являются скульптор Е. В. Вучетич и главный архитектор В. А. Артамонов[20]. Высота бронзовой скульптуры составляет 4,2 метра, гранитного постамента — 4,32. Основание выполнено из полированных лабрадоритовых плит. Открытие памятника состоялось 25 июля 1954 года. Площадь, где покоится прах героя, была названа в его честь[21].
- Зачислен в списки в/ч 53129 МПК-332 Петропавловск — Камчатский.
- Имя Матросова 8 сентября 1943 года присвоено 254-му гвардейскому стрелковому полку 56-й гвардейской стрелковой дивизии, сам он навечно зачислен в списки 1-й роты этой части. После окончания Великой Отечественной войны полк дислоцировался в Таллине (в/ч 92953). В 1994 году 254-й гвардейский стрелковый полк имени Героя Советского Союза Александра Матросова был переведён в г. Ельню Смоленской области и до 2000 года расформирован. 23 февраля 2004 года 752-й мотострелковый полк 3-й мотострелковой дивизии постоянной готовности в Нижнем Новгороде переименован в 254-й гвардейский мотострелковый полк имени Александра Матросова, затем преобразован в 9-ю отдельную мотострелковую бригаду (в/ч 54046), которая к 2010 году расформирована. Принято решение присвоить в 2020 году почётное наименование «имени Александра Матросова» сформированному в 2019 году гвардейскому мотострелковому полку Западного военного округа, объявленному преемником 254-го гвардейского стрелкового полка[22].
- На месте гибели Александра Матросова сооружён мемориальный комплекс.

### Памятники, скульптуры
- Анжеро-Судженск
- Баратаевка[23]
- Барнаул
- Великие Луки[2];

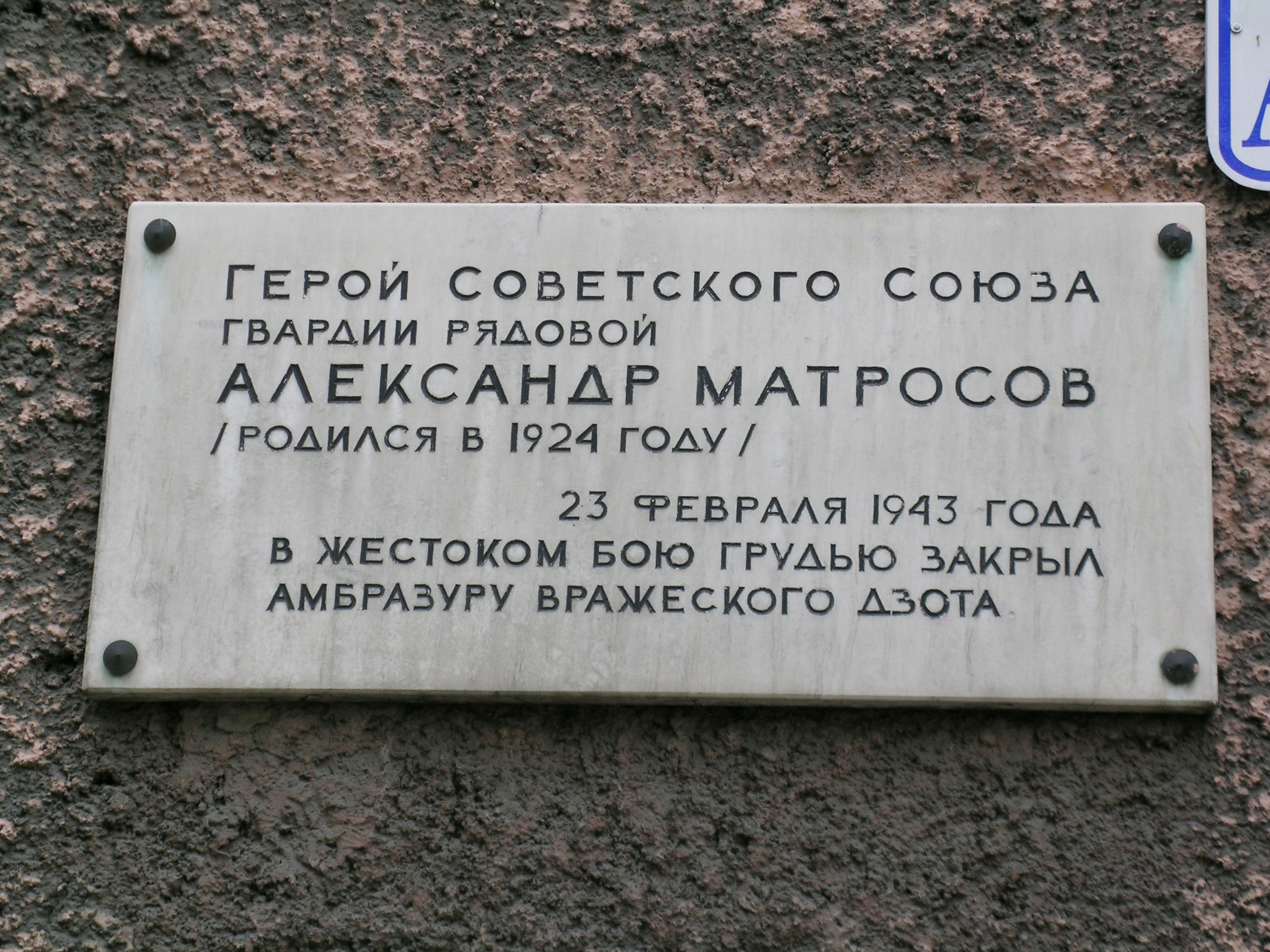
Мемориальная доска на улице А. Матросова в Санкт-Петербурге.

- Высококолковское сельское поселение — стела (2016)[6].
- Галле (Саксония-Анхальт) — ГДР (1971, повторный отлив памятника Матросову в Уфе)[24]
- Днепропетровск (с 2016 — Днепр) (снесен 3 или 4 января 2023 г.[25])
- Дюртюли
- Ивановка (1972, ск-р Л. А. Турская)[7][26] 8 февраля 1958 года была открыта мемориальная доска на здании, в котором жил А. Матросов[7].
- Ишеевка — в одном из поселковых парков
- Ишимбай — в Центральном парке культуры и отдыха им. А. Матросова (третья версия памятника)[2][27]
- Коряжма[28]
- Краснодар — в школе № 14, носящей его имя
- Красноярск
- Курган — у бывшего кинотеатра имени Матросова (ныне техцентр Toyota), памятник (1987, скульптор Г. П. Левицкая)[29]
- Михайло-Коцюбинское — памятный знак[30]
- Мытищи — памятная доска на ул. Матросова (в его честь) [31]
- Октябрьский — памятник в посёлке Нарышево, в его же честь названа улица в городе
- Платовка —  бюст в Платовской СОШ им. А. Матросова (скульптор — Николай Игнатьевич Колесников)
- Салават — бюст Матросова (1961), скульптор Эйдлин Л. Ю.
- Ленинград (с 1991 года — Санкт-Петербург) — в Московском парке Победы и на улице Александра Матросова
- Сибай[2], бюст
- Севастополь (памятник в Балаклаве)
- Станция-Охотничья[32]
- Стерлитамак[2]
- Тольятти
- Ульяновск[33]. В 2015 году барельеф Александра Матросова установлен на Аллее пионеров-героев (Ульяновск)[34].
- Уфа[2] — памятник в парке им. Ленина (1951, скульптор Эйдлин Л. Ю.[24]); бюст на территории Уфимского юридического института (бывш. детская трудовая колония № 2); мемориал А. Матросову и М. Губайдуллину в Парке Победы (1980, скульпторы Л. Кербель, Н. Любимов, Г. Лебедев)
- Харьков — бюст (демонтирован в 2024 году)

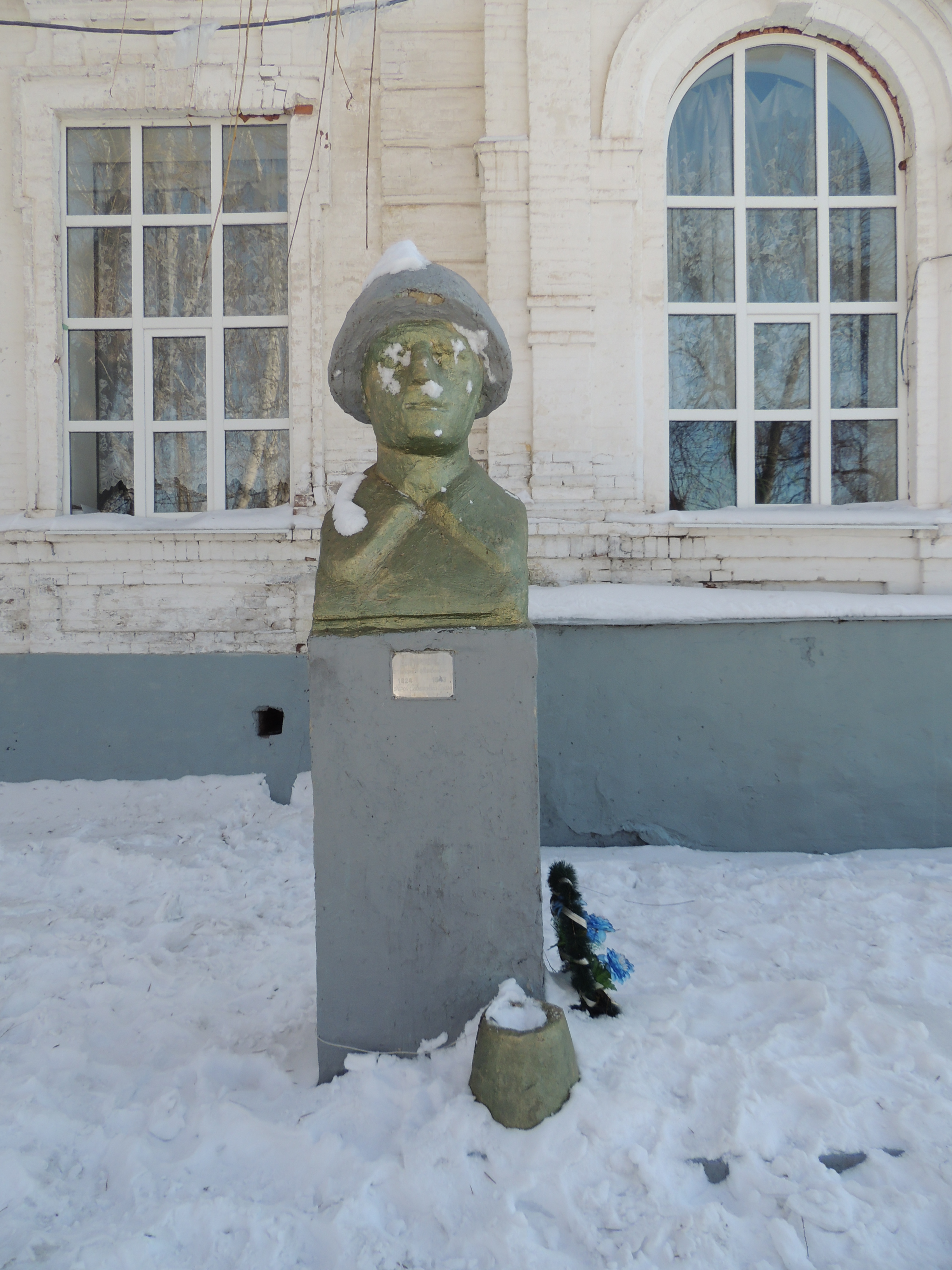
Бюст А. Матросова в Армавире (Краснодарский край)
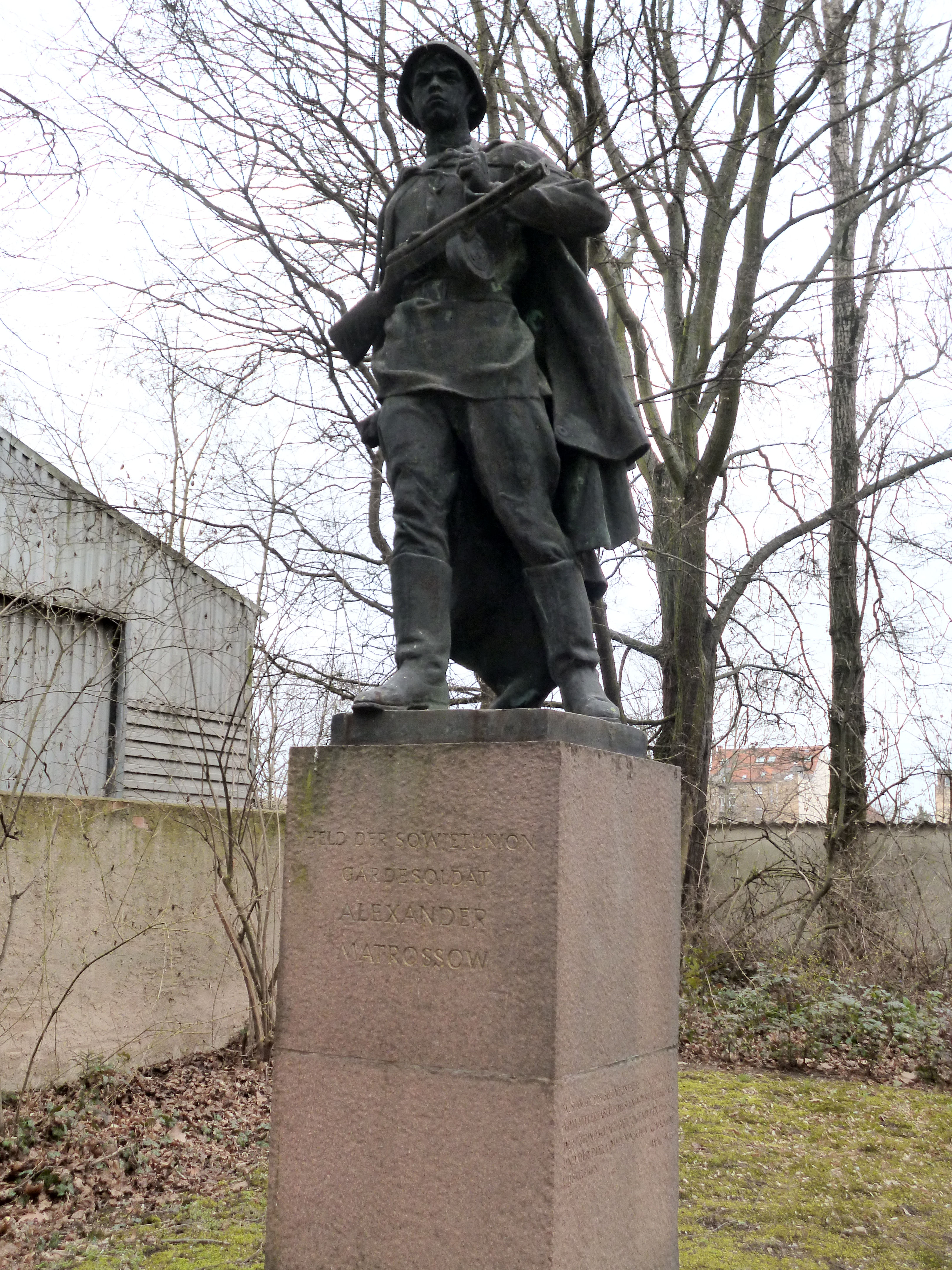
Памятник А. Матросову в Галле (Германия)
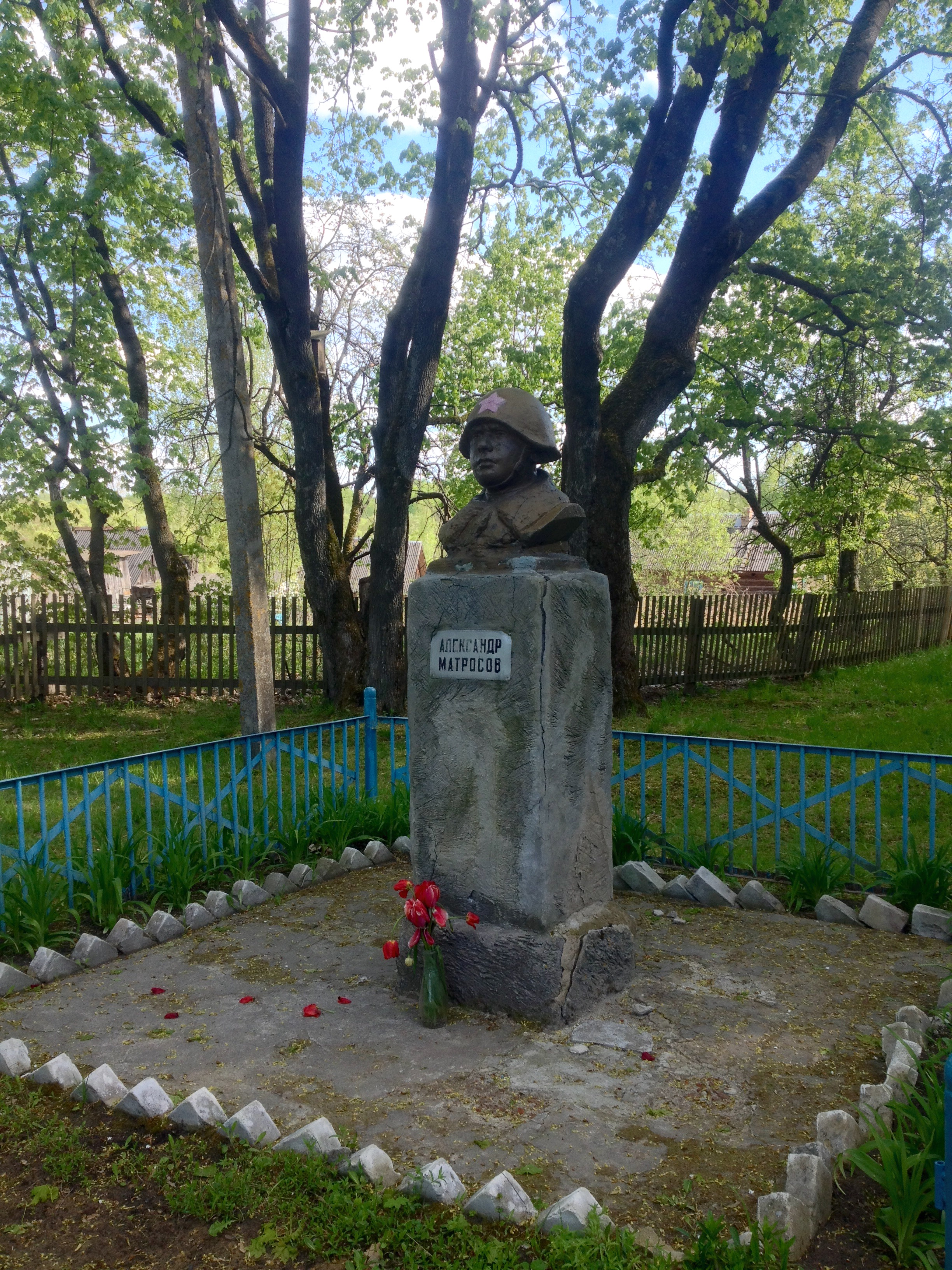
Бюст А. Матросова в Дятьковичах (Брянская область)
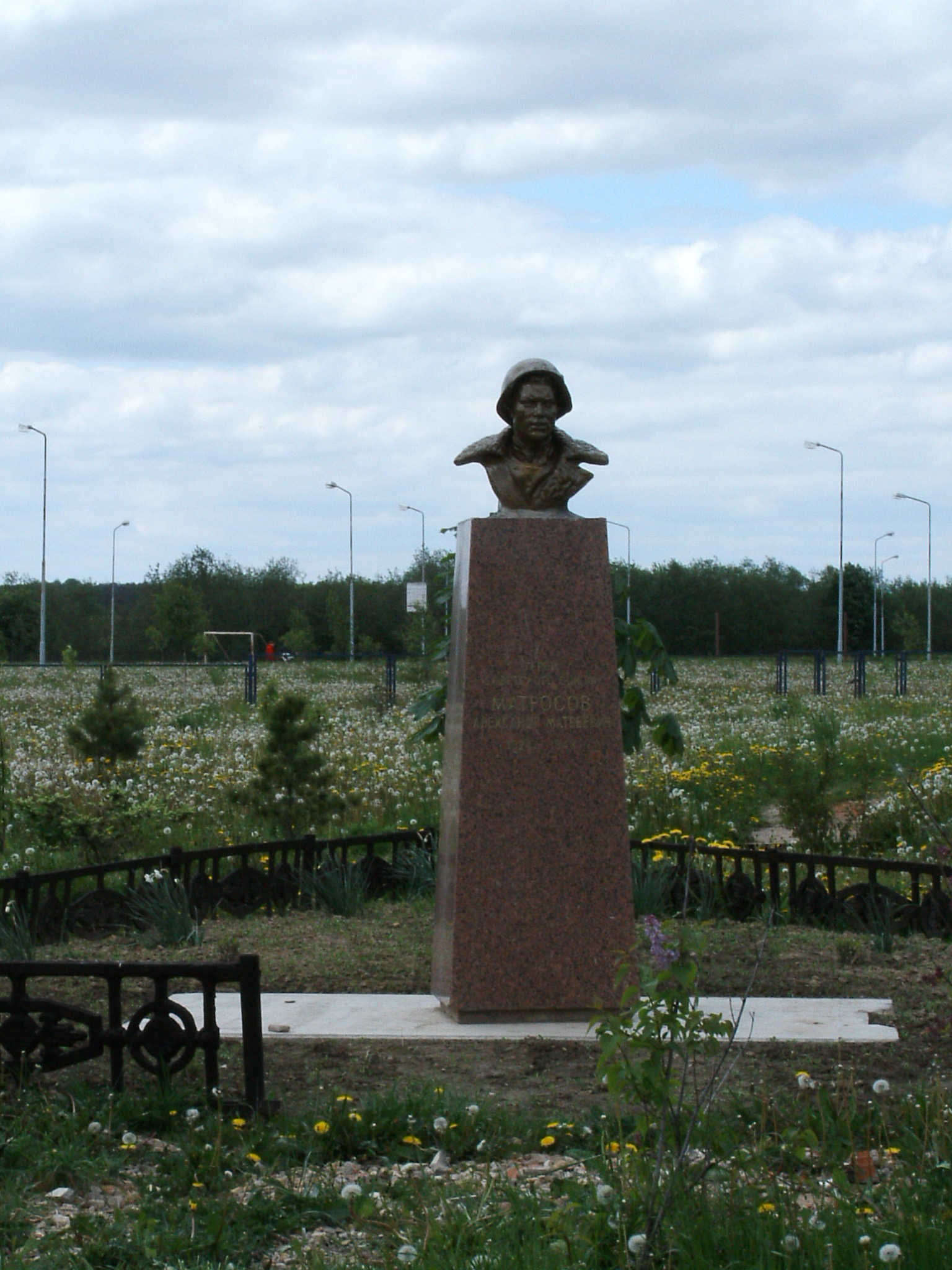
Бюст А. Матросова в Ельне (Смоленская область)
Памятник А. Матросову в Краснодаре
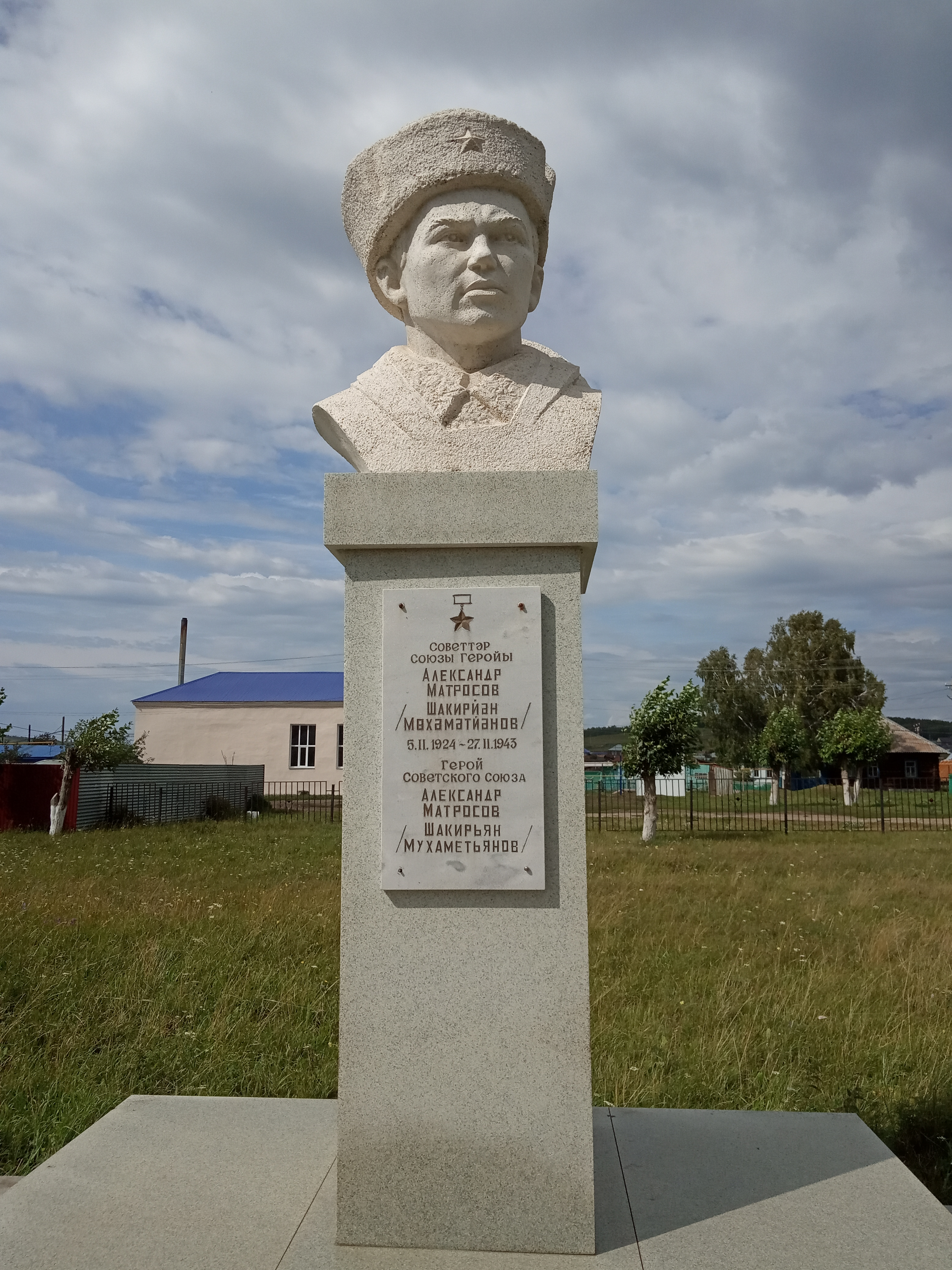
Бюст А. Матросова (Ш. Мухамедьянова) в Кунакбаеве (Башкортостан)
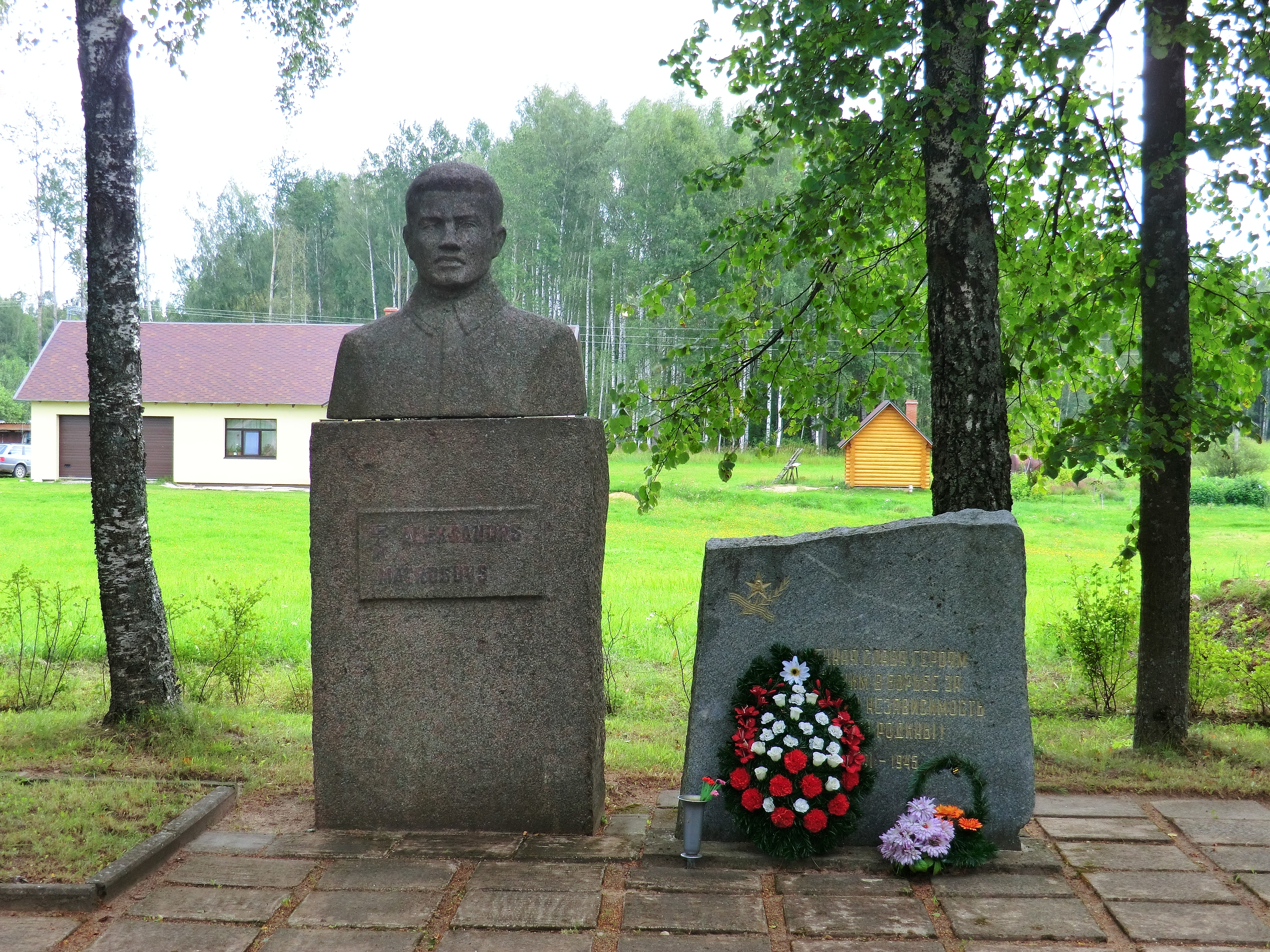
Бюст А. Матросова в Резекне (Латвия)
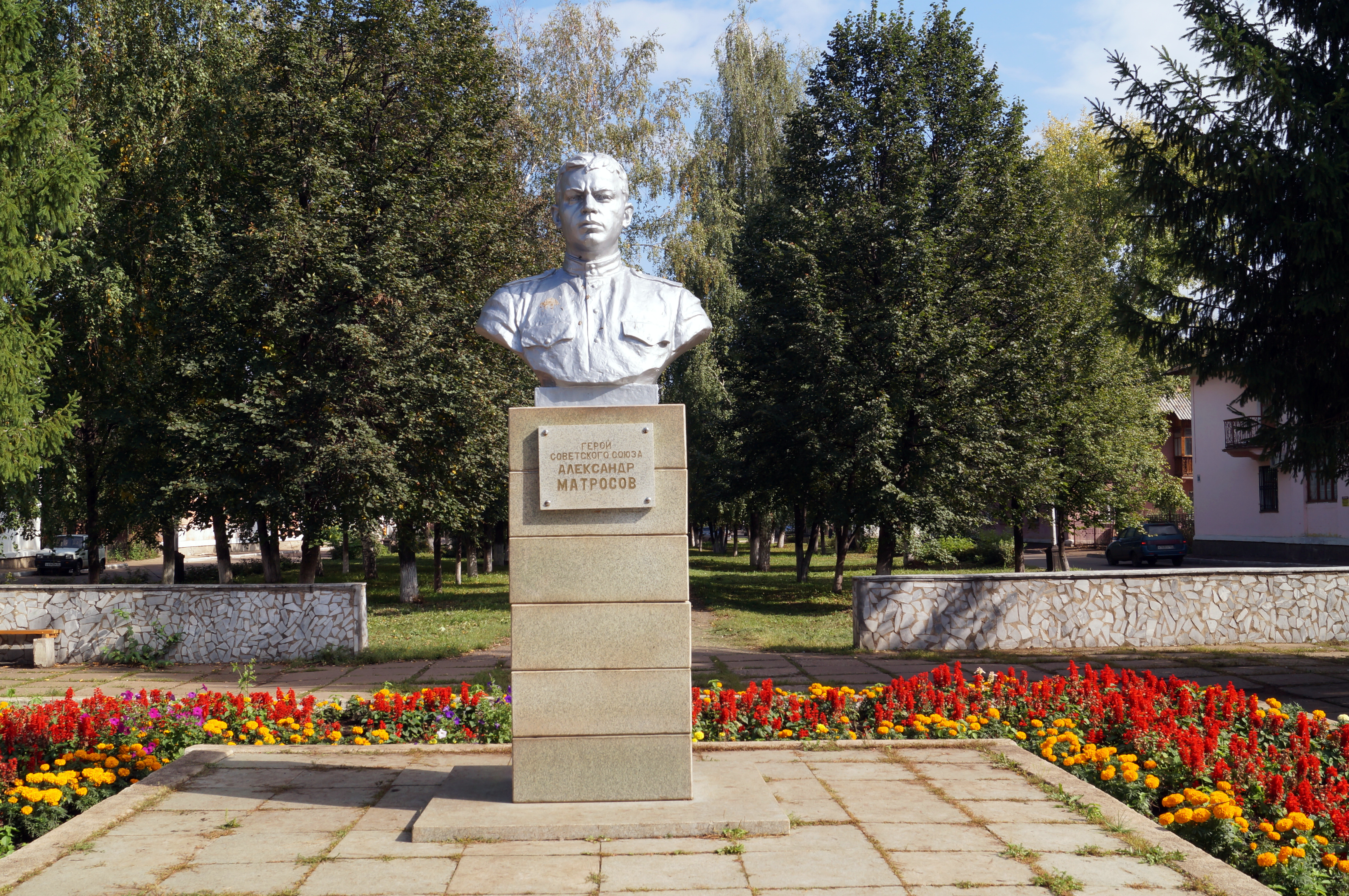
Бюст А. Матросова в Салавате (Башкортостан)
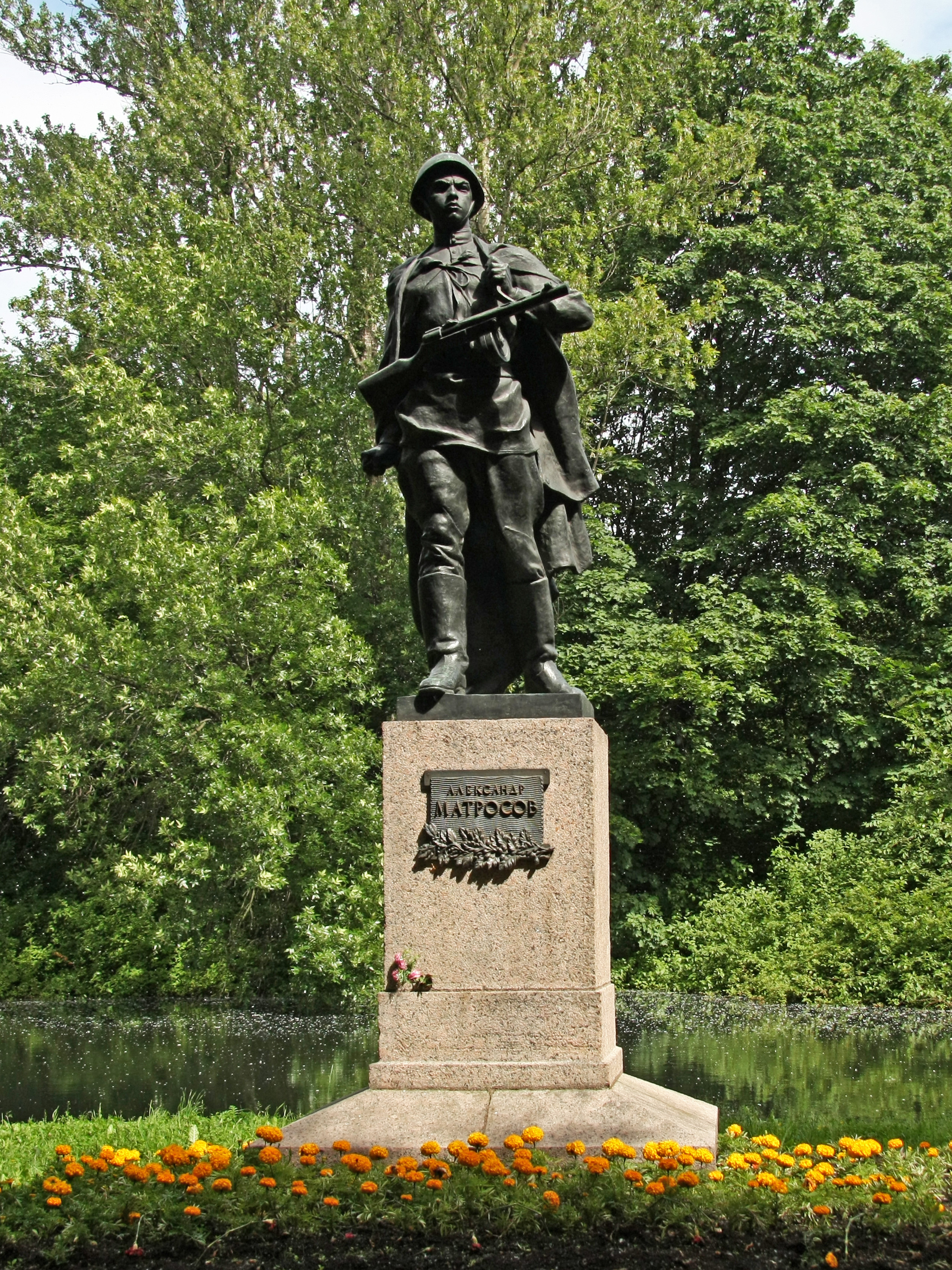
Памятник А. Матросову в Санкт-Петербурге
Барельеф Александра Матросова (Аллея пионеров-героев в Ульяновске).
Памятник А. Матросову в Ульяновске (ск-р Л. А. Турская).
Памятник А. Матросову в Уфе
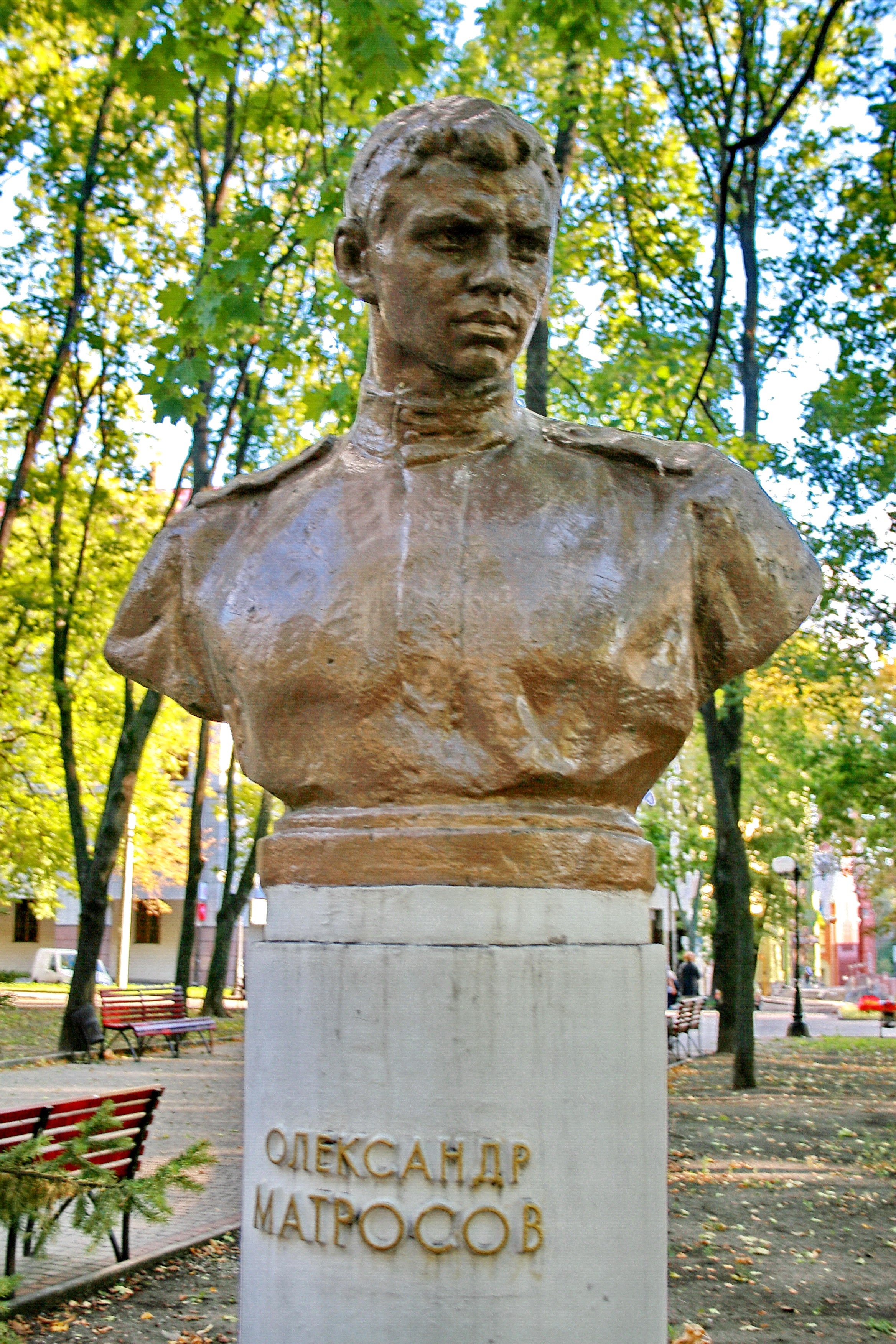
Бюст А. Матросова в Харькове (Украина, демонтирован в 2024 году)
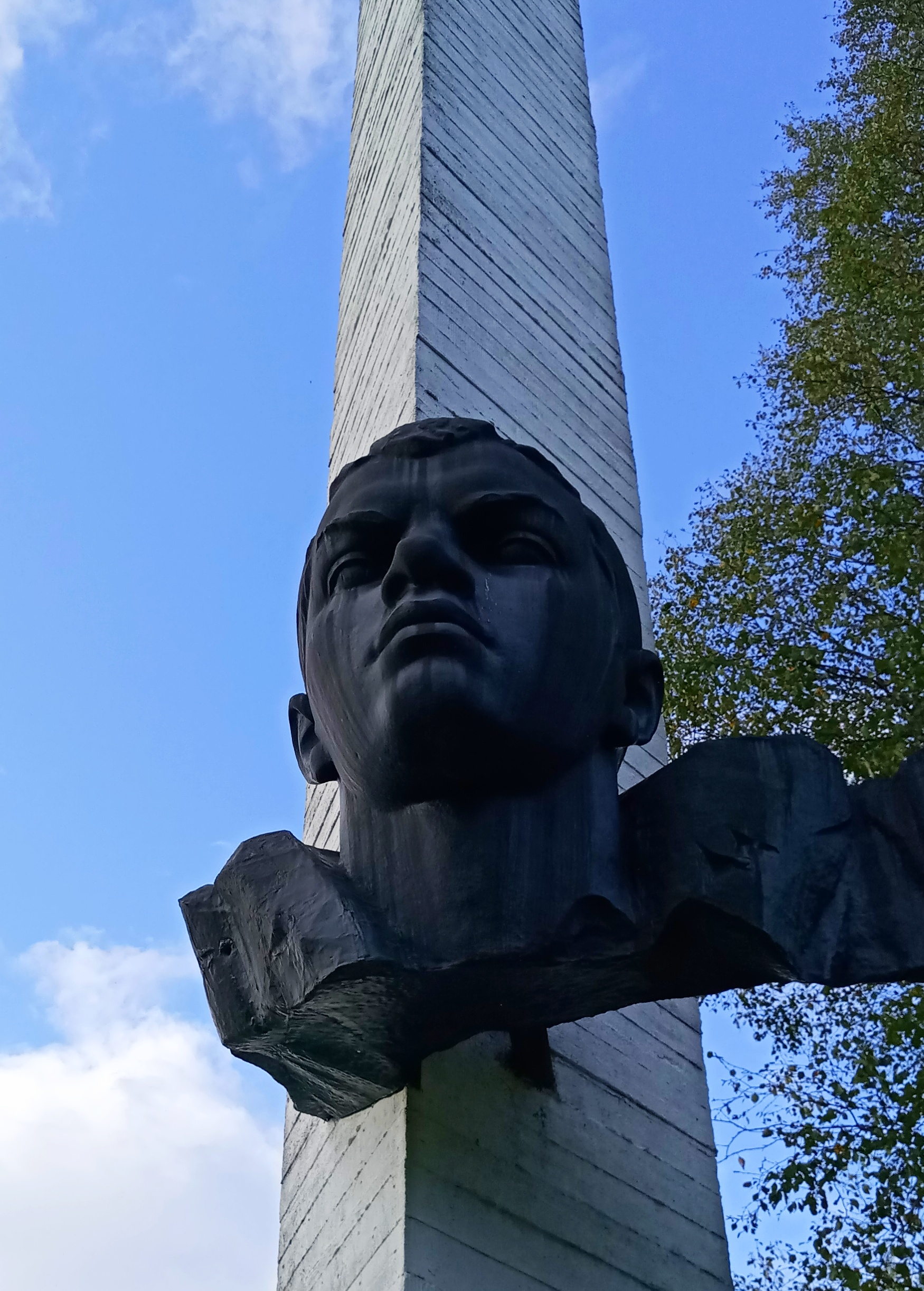
Памятник А. Матросову в Чернушках (Псковская область)
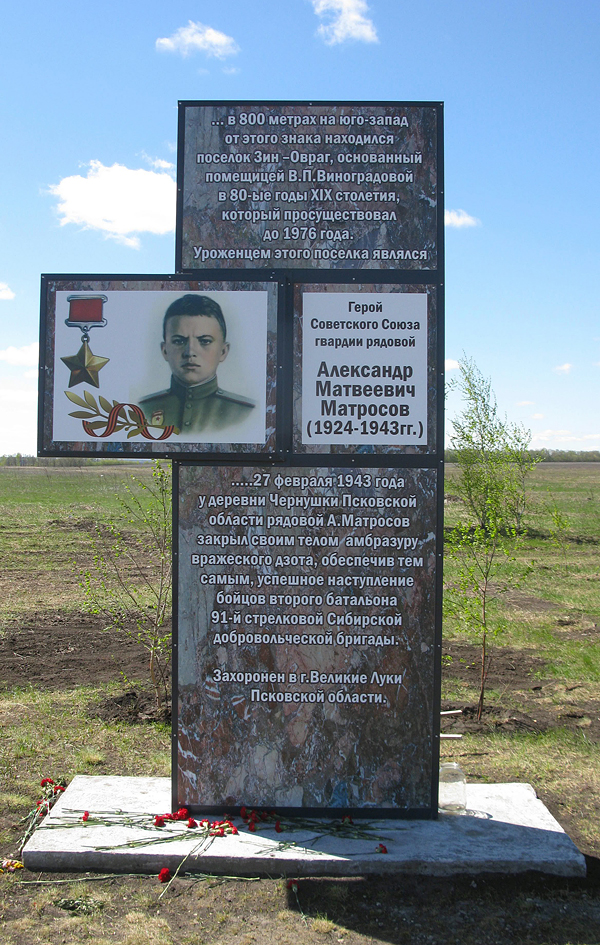
Стелла Матросову А. М. пос. Зин Овраг Ульяновская область.

### Именем А. М. Матросова названы
- Именем Александра Матросова назван ряд улиц и парков во многих городах России и стран СНГ[2] (Улицы в Гомеле[35], Добруше, Речице[36], Ульяновске, Кирове и др.). В ряде башкирских сёл и посёлков (в частности, в его предположительной родной деревне Кунакбаево и райцентре — Учалы) существуют улицы Мухамедьянова (названные в честь его предположительной настоящей фамилии)[2].
- Парк имени А. Матросова / «Центр развития творчества детей и юношества имени А. Матросова» (Ульяновск)[37]
- Именем Александра Матросова назван Ивановский детский дом (с 1960 г.), где он жил в 1937-39 гг.[7] (Ивановский детский дом имени А. Матросова - Центр патриотического воспитания, Ивановка, Ульяновский район, Ульяновская область).
- ОАО «РиМ» (Рудник имени А. Матросова) — Магаданская бизнес-единица компании «Polyus Gold International» (Тенькинский район Магаданской области)
- Именем Александра Матросова назван пассажирский теплоход компании Пассажирречтранс, выполняющий рейсы по Енисею на линии Красноярск — Дудинка
- лыжный переход памяти Героя Советского Союза Александра Матросова (по маршруту от берега реки Ловать до места его последнего боя длиной 70 километров), проводившийся 23 февраля[38]
- С 1978 года в Ульяновской области проходит традиционный легкоатлетический пробег, посвящённый памяти Героя Советского Союза А. Матросова[39].
- Детский загородный оздоровительный лагерь имени Героя Советского Союза А. Матросова (Станция-Охотничья)[32]
- В соответствии с постановлением Совета Министров РСФСР от 27 февраля 1973 года имя Александра Матросова присвоено совхозу «Баратаевский» Ульяновской области — совхоз имени Героя Советского Союза Александра Матросова[40].
- Музей Александра Матросова (город Уфа, открыт в 1968 году в детской трудовой колонии № 2, ныне в Уфимском юридическом институте МВД России)[2]. Здесь были каска и сапёрная лопатка, принадлежавшие А. Матросову. В 1990-е годы экспонаты переданы в создаваемый Музей боевой славы, утрачены. Уцелела железная койка, на которой спал колонист Саша, несколько справок, копии писем[41]
- Музей комсомольской славы имени Александра Матросова (Великие Луки)[2]
- Мемориальный музей Героя Советского Союза А. Матросова (открыт в 1960 г. с. Ивановка). Музей занесён в список музеев боевой и трудовой славы на Поклонной горе в г. Москве[5].
- Харьков: В Харькове одна из улиц названа в честь Александра Матросова.

### В филателии и нумизматике
- Почта СССР в 1944 и 1963 годах выпустила почтовые марки.
- В 1973 году Министерство связи СССР выпустило ХМК на котором изображено: Скульптура «Подвиг Героя Советского Союза Александра Матросова», с. Ивановка, Ульяновская область[26].
- В 1983 году к 40-летию со дня гибели Александра Матросова выпущен в обращение почтовый художественный маркированный конверт.

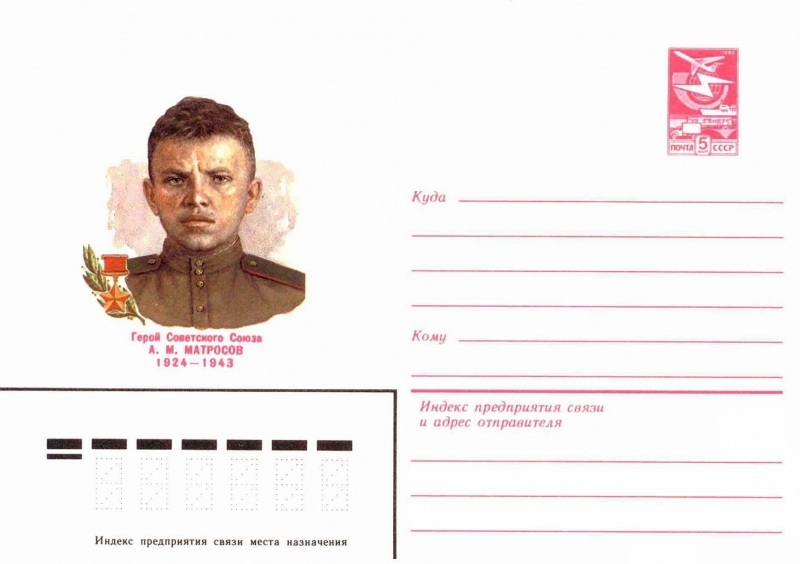
Почтовый конверт СССР
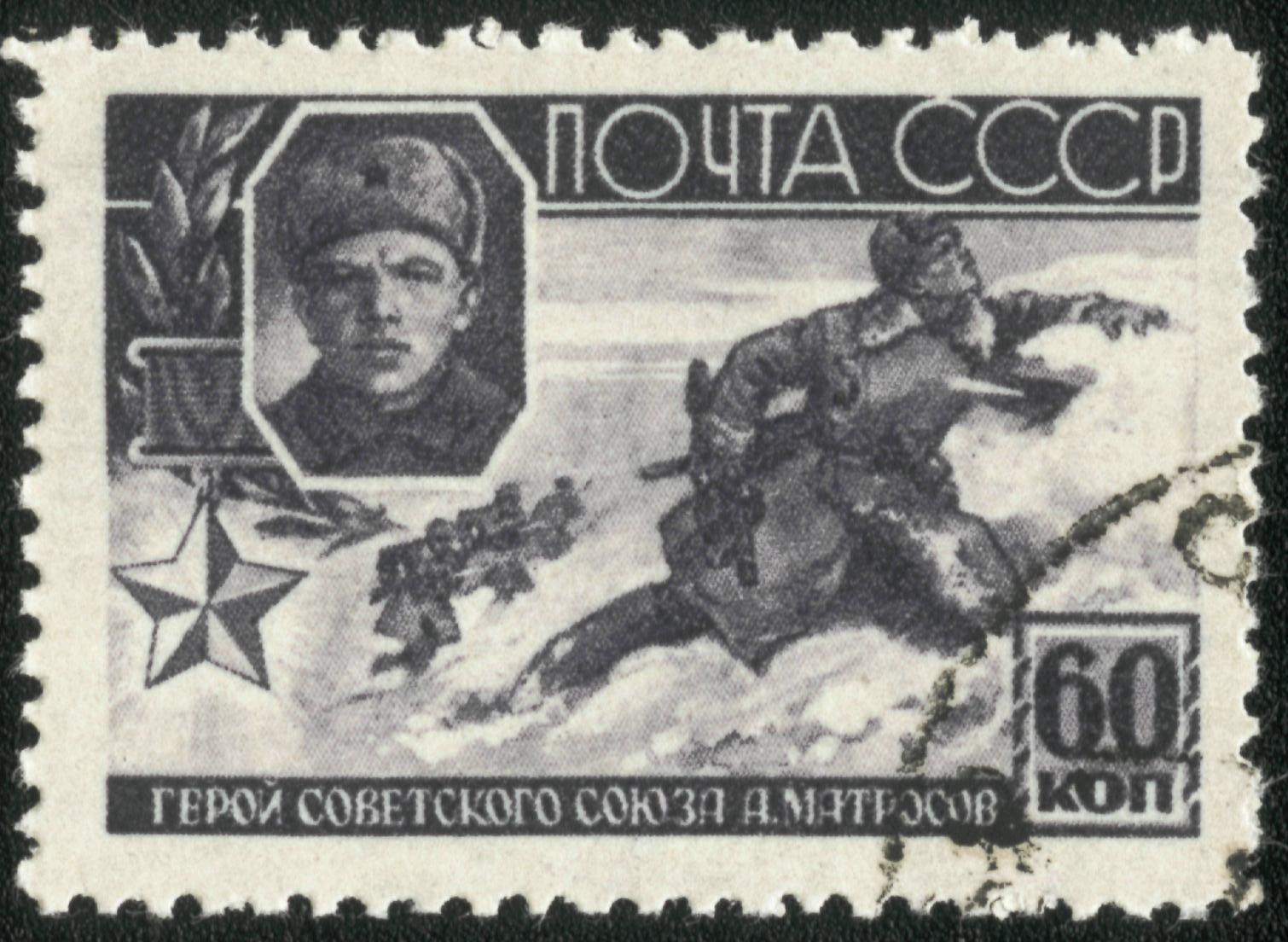
На почтовой марке (СССР, 1944 год).
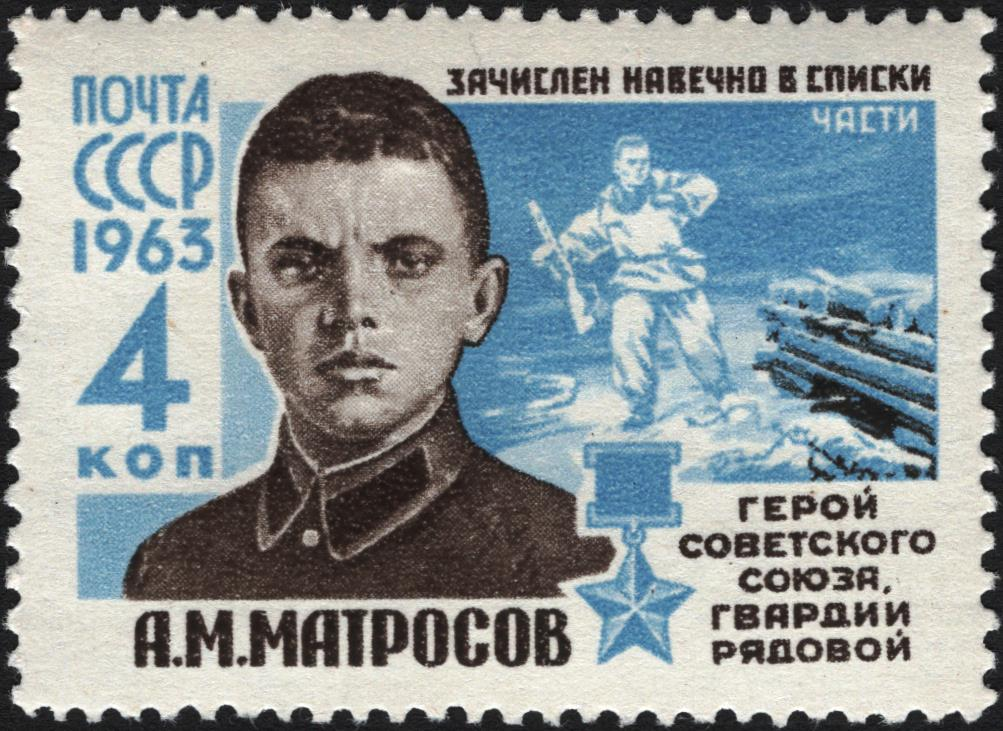
На почтовой марке (СССР, 1963 год).
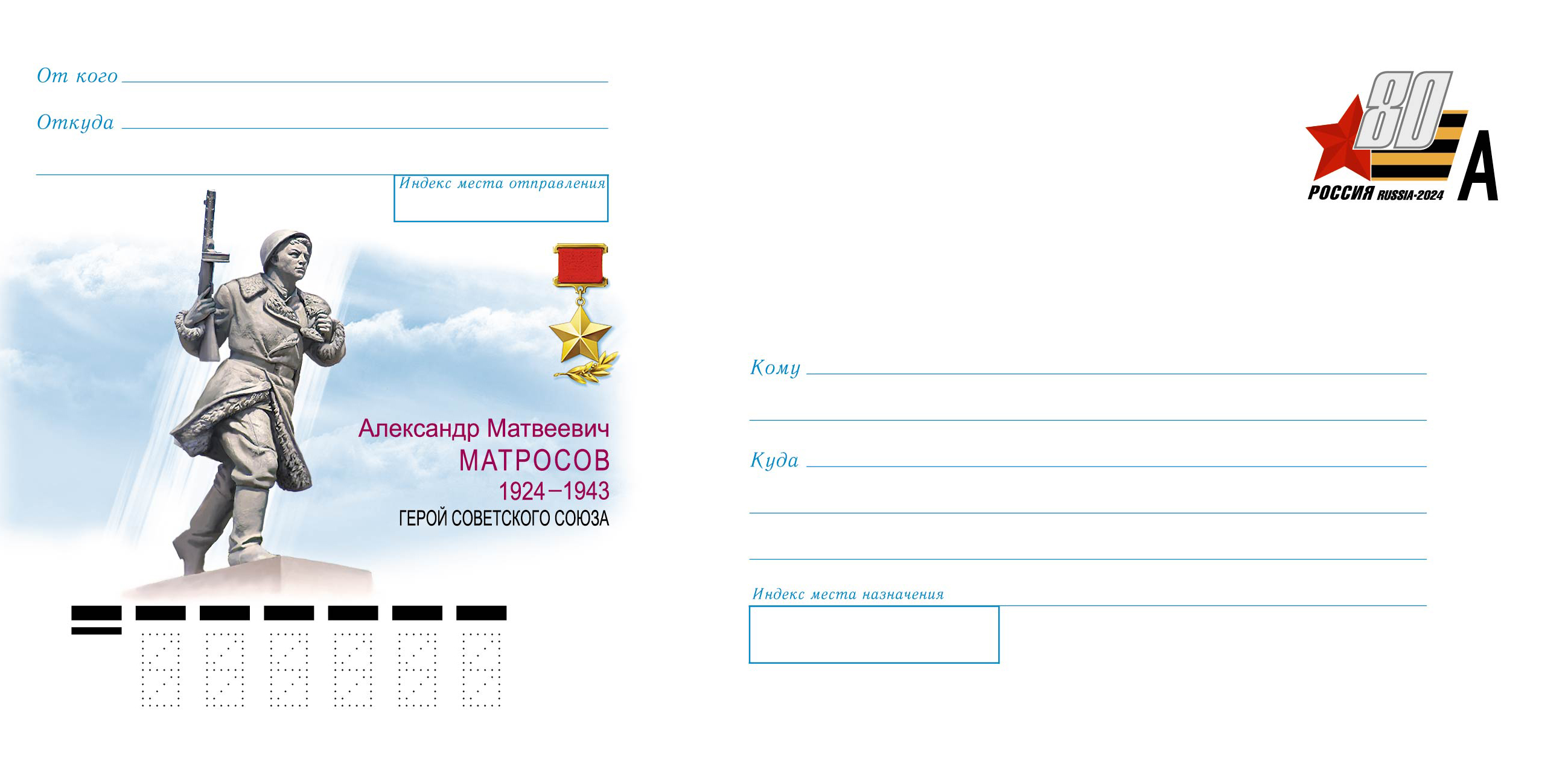
Конверт. 100 лет со дня рождения А.М. Матросова (1924–1943), Героя Советского Союза
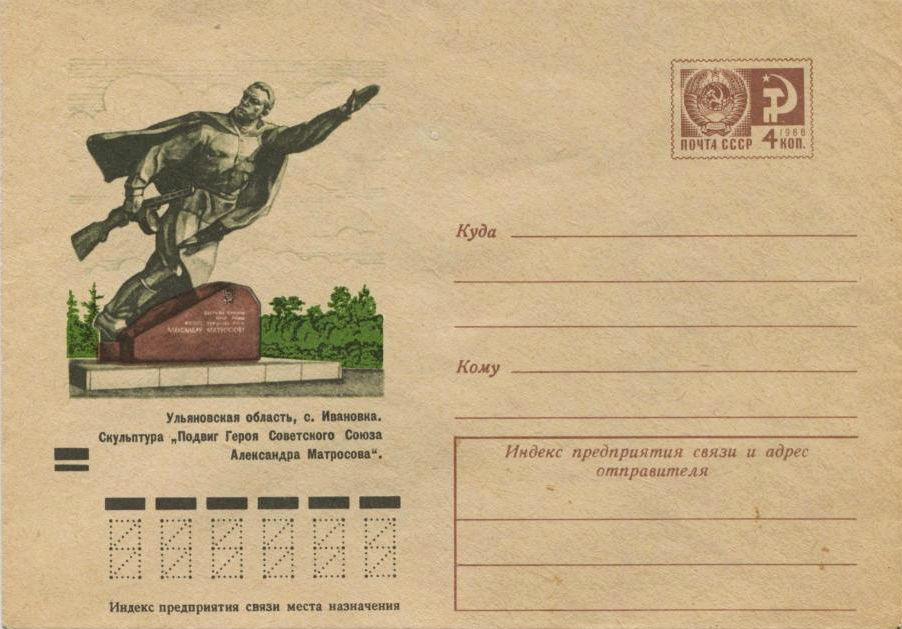
ХМК СССР, 1973. Ульяновская область, с. Ивановка. Скульптура «Подвиг Героя Советского Союза А. Матросова», ск-р Л. А. Турская.

### Фильмы
- «Александр Матросов. Шагнувший в бессмертие», реж. А. Егорычев. «ДокСтори Продакшн», 2022
- «Рядовой Александр Матросов»
- «Александр Матросов. Правда о подвиге» (Россия, 2008)

### Произведения
- Анвер Бикчентаев. Право на бессмертие'. — М.: Советский писатель, 1950. — 288 с.
- Багаутдинов Айрат Маратович, Багаутдинов Рушан Айратович. Подвиг Александра Матросова: анализ советских и немецких документов. Монография. Уфа. РИЦ БашГУ. 2021. — 223 с. ISBN 978-5-7477-5317-4
- Бикчентаев А. Г. Орёл умирает на лету. — Уфа, 1966.
- Журба П. «Александр Матросов»
- Насыров Р. Х. Откуда ты родом, Матросов?. — Уфа, 1994.
- Насыров Р. Х. Александр Матросов: поиск истины. Уфа, 2007.
- Пантелеев «Гвардии рядовой»
- Александр Матросов упоминается в песне «Свобода» группы «Гражданская Оборона» («И чему посмеивался Санька Матросов…»).